# ヒザマ
ヒザマは、鹿児島県奄美群島の沖永良部島に伝わる伝説の生き物。ヒジャマとも。

## 概要
家に憑いて火事を引き起こすといわれる魔鳥。姿はニワトリに似ており、胡麻塩色の羽根を持ち、頬が赤い。家に憑く際は空の瓶や桶に宿るといい、これを防ぐためにはこうした器を伏せておくか、常に水で満たしておくという。ヒザマが家に憑いた際にはすぐユタ（シャーマン）を呼んで追い出しの儀式を行なったという。
沖永良部島では邪神として最も恐れられており、人々の間ではこのヒザマに似た外見上の特徴を持つニワトリを飼うことを忌み嫌う風習があった。
また、民俗学研究家・恵原義盛の著書『奄美大島の妖怪』ではヒザマに火玉という字が当てられており、鳥ではなく読んで字の如く火の玉であり、やはり火事を引き起こすものとされている。